# マルシゲ
株式会社マルシゲは、大阪府大阪市中央区に本社を置き、「お菓子の専門店まるしげ」「生鮮食品スーパーMARUSHIGE」を運営する関西の総合食品商社である。

## 概要
お菓子の心、楽しさを演出し、お客様に夢を与えることが使命と考え、お菓子屋さんを超えたエンターテイメント空間「おいしさ新鮮お菓子館」を創造する。直営店のノウハウを活かした"まるしげチェーンシステム"を導入・提供し、大阪を中心に近畿エリアで展開。

## 沿革
- 1953年（昭和28年）10月 - 大阪市旭区千林で創業。公設市場、私設市場に出店
- 1963年（昭和38年）9月 - 「株式会社丸重」として法人設立、11月お菓子の専門店を展開
- 1972年（昭和47年）10月 - 大阪市旭区高殿に新社屋および商品配送センター完成
- 1977年（昭和52年）9月 - 資本金3,000万円に増資、11月寝屋川市に新社屋および商品配送センター完成。本社機能を移転
- 1983年（昭和58年）4月 - 山田 弘 代表取締役社長に就任、7月資本金7,000万円に増資
- 1984年（昭和59年） - まるしげオリジナル商品開発開始
- 1986年（昭和61年）8月 -  資本金8,000万円に増資
- 1992年（平成4年） - 商店街へ出店開始
- 1996年（平成8年） - オリジナル商品の規格化とブランド化をはかる
- 1997年（平成9年）3月 -  株式会社マルシゲに社名変更
- 1999年（平成11年） - 店舗デザインを統一し、まるしげブランドを推進
- 2001年（平成13年） - 私鉄・JR構内店舗・都心部地下街ショッピングモールへ店舗展開、4月 南海堺東駅前「ショップ南海」出店、10月 天満橋OMMビルに出店、12月難波地下街なんばウォークに出店
- 2002年（平成14年）2月 - 千里中央駅せんちゅうPALに出店
- 2003年（平成15年）3月 - 梅田ホワイティに出店、堂島地下街（ドーチカ）に出店
- 2004年（平成16年）3月 - 本社を大阪市中央区、京橋ビジネスパーク「ツイン21」35階に移転
- 2015年（平成27年）1月 - 関西国際空港売店にて「呼吸チョコ」販売開始
- 2019年（令和元年）10月 - 山田弘 代表取締役会長に就任。山田幸治 代表取締役社長に就任

## 主な商品
- 呼吸チョコ（ティラミスチョコレート）「北新地」、「祇園」、「ミルク」、「ミルキーホワイト」
- チョコが染み込んだフルーツシリーズ、TEMAHIMANシリーズなど

## 全国菓子大博覧会
「呼吸チョコ 北新地」
- 第23回（1998年）全国菓子大博覧会栄誉金賞受賞
- 第25回（2008年）全国菓子大博覧会名誉総裁賞受賞

## 店舗

### お菓子の専門店まるしげ
- ホワイティうめだ店
- なんばウォーク御堂筋店
- なんばウォーク日本橋店
- OMM店
- 天六店
- 千林店
- 駒川店
- 南森町店
- 扇町店
- ツイン21店
- ショップ南海堺東店
- おおとりウイングス店
- 泉ヶ丘店
- 和泉中央店
- 石橋店
- 阪急茨木店
- 高槻店
- せんちゅうパル店
- 緑地公園駅ビル店
- エトレ豊中店
- 近鉄八尾店
- 三宮店
- 立花店
- デュオ神戸店
- ソリオ宝塚店
- 大手筋店

### 生鮮食品スーパー MARUSHIGE
- マルシゲ酉島店
- マルシゲ大淀店
- マルシゲ鳳店
- マルシゲ池田店
- マルシゲ八尾店
- マルシゲ香里店
- マルシゲ星ヶ丘店
- マルシゲ東大阪島之内店
- マルシゲ高見の里店
- マルシゲ洛西福西店
- マルシゲ宇治東店
- マルシゲ泉原店
- マルシゲ大和新庄店

## 関連会社
- エムジーエス
- ユウカ